# Varogne
Varogne település Franciaországban, Haute-Saône megyében. Lakosainak száma 156 fő (2022. január 1.). Varogne Neurey-en-Vaux, Flagy, Vellefrie és Vilory községekkel határos.

## Népesség
A település népessége az elmúlt években az alábbi módon változott:
| Lakosok száma | 140  | 135  | 145  | 146  | 152  | 158  | 158  | 158  | 156  |
|               | 2013 | 2015 | 2016 | 2017 | 2018 | 2019 | 2020 | 2021 | 2022 |